# Soutelo Mourisco
Soutelo Mourisco is een plaats (freguesia) in de Portugese gemeente Macedo de Cavaleiros en telt 60 inwoners (2001).